# Zawady (gromada w powiecie łapskim)
Zawady – dawna gromada, czyli najmniejsza jednostka podziału terytorialnego Polskiej Rzeczypospolitej Ludowej w latach 1954–1972.
Gromady, z gromadzkimi radami narodowymi (GRN) jako organami władzy najniższego stopnia na wsi, funkcjonowały od reformy reorganizującej administrację wiejską przeprowadzonej jesienią 1954 do momentu ich zniesienia z dniem 1 stycznia 1973, tym samym wypierając organizację gminną w latach 1954–1972.
Gromadę Zawady z siedzibą GRN w Zawadach utworzono – jako jedną z 8759 gromad – w powiecie białostockim w woj. białostockim, na mocy uchwały nr 11/V WRN w Białymstoku z dnia 4 października 1954. W skład jednostki weszły obszary dotychczasowych gromad Zawady, Topilec, Topilec Kolonia, Baciuty i Baciuty Kolonia, miejscowość Gajowniki wieś z dotychczasowej gromady Gajowniki i miejscowość Zaczerlany wieś z dotychczasowej gromady Zaczerlany oraz obszar l.p. N-ctwa  Dojlidy o pow. 329,67 ha ze zniesionej gminy Barszczewo w tymże powiecie. Dla gromady ustalono 10 członków gromadzkiej rady narodowej.
13 listopada 1954 roku gromada weszła w skład nowo utworzonego powiatu łapskiego.
1 stycznia 1969 gromadę Zawady zniesiono, włączając jej obszar do gromady Trypucie.